# Sanningsvärdetabell
Sanningsvärdetabell är en teknik inom logiken utvecklad av Charles Peirce på 1880-talet för att analysera och bestämma ett logiskt uttrycks sanningsvärde. Tekniken används främst i klassisk bivalent logik där endast två sanningsvärden, sant eller falskt är möjliga, men även i system av flervärd logik med begränsat antal sanningsvärden.

## Exempel
Tabellerna nedan visar resultatet av logiska operationer för samtliga kombinationer av sanningsvärden på de ingående variablerna.
(s = sant, f = falskt)
| A | B | A ∧ B |
| s | s | s     |
| s | f | f     |
| f | s | f     |
| f | f | f     |

| A | B | A ∨ B |
| s | s | s     |
| s | f | s     |
| f | s | s     |
| f | f | f     |

| A | ¬A |
| s | f  |
| f | s  |

| A | B | A → B |
| s | s | s     |
| s | f | f     |
| f | s | s     |
| f | f | s     |

| A | B | A ↔ B |
| s | s | s     |
| s | f | f     |
| f | s | f     |
| f | f | s     |

Ett mer sammansatt exempel (jämför med implikation ovan):
| A | B | A ∧ ¬ B | ¬(A ∧ ¬ B) |
| s | s | f       | s          |
| s | f | s       | f          |
| f | s | f       | s          |
| f | f | f       | s          |